# Lambro
El Lambro (lombardo occidental: Lamber o Lambar) es un afluente por la izquierda del río Po en Lombardía, Italia septentrional.
El Lambro surge en el Monte San Primo (1.685 m) cerca de Ghisallo, en la provincia de Como, no lejos del lago Como. Después de Magreglio fluye a través de la Vallassina y los municipios de Asso, Ponte Lambro y Erba, entrando en el lago Pusiano con el nombre de Lambrone. Más tarde atraviesa Brianza alcanzando Monza y cruzando su famoso parque (donde el rey Humberto I fue asesinado por Gaetano Bresci) en dos ramales que se unen de nuevo antes de que el río pase a través de la parte oriental de Milán. En Melegnano recibe las aguas del Vettabbia y, en Sant'Angelo Lodigiano, aquellos de su principal afluente, el Lambro meridional, casi doblando su caudal. El Lambro desemboca en el Po cerca de Orio Litta.
Con 5,8 m³/s de caudal medio, el Lambro es relativamente pequeño, pero puede ocasionalmente alcanzar hasta 40 m³/s o más, causando peligrosas inundaciones, frecuentes en las temporadas de lluvia. 
El Lambro recorre una zona muy densamente poblada e intensamente industrializada, incluyendo una porción significativa del área metropolitana de Milán con una población de más de tres millones. Antes de la construcción de una planta de tratamiento de residuos en 2002, casi todos los vertidos de la ciudad de Milán fluían sin tratar al río, así como vertidos industriales.